# جيفري مايلز
جيفري مايلز (بالإنجليزية: Jeffrey Miles)‏ هو قاضي أسترالي، ولد في 20 مارس 1935 في نيوكاسل في أستراليا، وتوفي في 11 فبراير 2019.